# 양과자

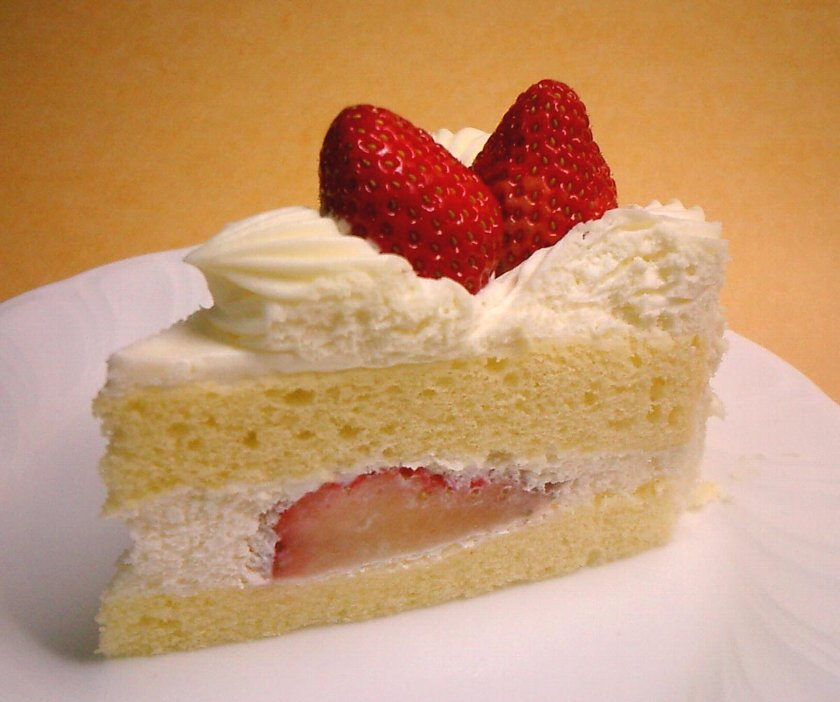
양과자인 딸기 케이크

양과자(洋菓子)는 서양식으로 만든 과자를 말한다. 케이크와 빵 종류의 생과자 그리고 비스킷이나 사탕같은 건과자로 나눌 수 있다. 초콜릿, 카스텔라, 케이크, 비스킷 따위를 통틀어 이르는 말이다.